# Arc d'observation
L'arc d'observation désigne, en astronomie et plus spécifiquement dans le domaine de la recherche et du suivi des astéroïdes, comètes, planètes et autres objets à mouvement périodique, l'intervalle de temps entre la première et la dernière observation d'un objet céleste. Il correspond à la longueur du parcours suivi par cet objet au cours de ses différentes observations.

## Présentation
L'arc d'observation est un paramètre important dans la détermination de l'orbite d'un objet : il a donc une influence sur le paramètre d'incertitude U caractérisant la confiance en l'orbite déterminée. Pour un objet récemment découvert, l'arc d'observation est généralement très court, ce qui limite la précision de la détermination de l'orbite de l'objet (de nombreuses orbites sont possibles), mais des images de pré-découverte datant parfois de plusieurs années avant la découverte permettent alors d'avoir un arc d'observation bien plus grand, ce qui permet d'améliorer significativement l'estimation de l'orbite de l'objet.
Ainsi, concernant certains objets avec un arc d'observation trop court, on ne pouvait pas savoir s'ils étaient en orbite autour de la Terre ou bien membre de la ceinture d'astéroïdes.

### Exemples
L'astéroïde (392741) 2012 SQ31, avec un seul jour d'observation, semblait être une planète naine transneptunienne, mais on sait maintenant qu'il s'agit d'un astéroïde d'un kilomètre de large orbitant dans la ceinture principale. Avec un arc d'observation de 3 jours, 2004 BX159 (en) semblait être un astéroïde aréocroiseur potentiellement dangereux pour la Terre, mais on sait maintenant qu'il s'agit d'un astéroïde de la ceinture principale.